# Saint-Vincent-de-Lamontjoie
Saint-Vincent-de-Lamontjoie är en kommun i departementet Lot-et-Garonne i regionen Nouvelle-Aquitaine i sydvästra Frankrike. Kommunen ligger i kantonen Francescas som tillhör arrondissementet Nérac. År 2022 hade Saint-Vincent-de-Lamontjoie 226 invånare.

## Befolkningsutveckling
Antalet invånare i kommunen Saint-Vincent-de-Lamontjoie
| Referens: INSEE |